# Rue du Moulin (Mulhouse)
Pour les articles homonymes, voir Rue du Moulin.
La rue du Moulin (en alémanique alsacien : Mehlàgass [ˈmɪ:ləˌɡ̊ɑ(ʊ̯)s]) est une rue piétonne du centre-ville de Mulhouse, en Alsace.

## Situation
La rue du Moulin se trouve dans la partie nord du centre historique. De forme quasi-linéaire, elle s'étend sur environ 120 mètres de la rue Louis-Pasteur au nord-est à la rue du Sauvage au sud-est. À mi-chemin, elle croise sur son flanc sud-est la rue Engelmann, qui mène à la rue de la Moselle. Au-delà de la rue du Sauvage, elle est prolongée par la rue des Maréchaux.

## Histoire
La rue du Moulin est mentionnée par écrit pour la première fois en 1530. Son nom fait référence aux moulins qui se trouvaient autrefois au bord du Tränkbach non loin de la rue du Sauvage. À cette époque, elle n'était alors qu'une impasse fermée par la tour Bleulat, devant laquelle se trouvait un autre moulin, le Richartsmühle, qui appartenait au meunier Ulric Richart. Ce dernier s'est ensuite appelé Bleülattenmühle, qui a donné à la rue le nom allemand de Bleilatten Gasse usité jusqu'en 1798. Le moulin est racheté par le conseil municipal de Mulhouse en 1773 ; on y fabriquait probablement des lambourdes, qui servaient à mettre les planchers à l'horizontale. De là provient le nom d'époque de la rue : en alsacien, l'expression ebbis ìns Blei brìnga signifie « mettre à l'horizontale » ; avec l'allemand Latte (« latte »), le mot Bleilatten fait donc référence à ces lambourdes. En outre, l'ancienne auberge « À l'Éléphant » à l'entrée de la rue est utilisée de 1622 à 1623 comme atelier monétaire (où sont alors frappés les thalers de la république de Mulhouse), avant que le bâtiment ne soit à nouveau exploité par l'auberge du Sauvage, nom qu'elle portait à l'origine.
La voie est officiellement dénommée rue du Moulin en français par décret municipal le 11 novembre 1843. Après la cession de l'Alsace-Lorraine à l'Empire allemand, elle est renommée Mühlen Strasse (« rue du Moulin ») en 1882, avant de reprendre son nom français après la Première Guerre mondiale en 1919. Elle est à nouveau baptisée Mühlen Strasse le 16 août 1940 par l'administration du Troisième Reich, avant que le maire nazi Paul Maass ne la fasse renommer en Mühlen Gasse le 27 septembre 1941. À la Libération de la ville en 1944, la voie reprend son nom français actuel.
En 1913, plusieurs immeubles de la rue sont démolis pour être reconstruits dans un nouveau style.
Aujourd'hui, cette rue piétonne est principalement bordée de commerces.
En 2016 est apposée la signalétique bilingue avec le nom alsacien Mehlàgass.

## Bâtiments remarquables
- Au no 9 se trouvait le siège social de l'entreprise de construction S.A. La Dentsche, chargée de la construction du quartier Europe ;
- L'immeuble de style Art déco au no 10, construit en 1923, était appelé « Pension Mozart » en 1947, en référence à la rue Louis-Pasteur renommée « Mozart Strasse » sous le Troisième Reich.